# Stojeszyn-Kolonia
Stojeszyn-Kolonia – kolonia w Polsce położona w województwie lubelskim, w powiecie janowskim, w gminie Modliborzyce. 
W latach 1975–1998 miejscowość administracyjnie należała do województwa tarnobrzeskiego.

## Demografia
W 2007 r. wieś zamieszkiwało około 139 osób. Według Narodowego Spisu Powszechnego (III 2011 r.) liczyła 126 mieszkańców i była szesnastą co do wielkości miejscowością gminy Modliborzyce.

## Historia
Wieś powstała około 1902 roku na skutek rozparcelowania ziem folwarku stojeszyńskiego pomiędzy okolicznych chłopów. Przed parcelacją wspomniane grunty należały do rodziny Gierliczów. W 1933 r. Kolonia liczyła 130 mieszkańców. Folwark w Stojeszynie powstał zapewne w XVI w. Wierni kościoła rzymskokatolickiego należą do parafii Świętego Maksymiliana Marii Kolbe znajdującej się w Hucie Józefów.